# Рабці
Рабці (біл. вёска Рабцы) — село в складі Вілейського району Мінської області, Білорусь. Село підпорядковане Хотеньчицькій сільській раді, розташоване в північній частині області.

## Історія
У 1921–1945 роках село знаходилось у Польщі, у Вільнюській губернії, Вілейського повіту, гміні Хотеньчиці.

## Населення
- 1866 рік - 69 люди, 7 будинки[1]
- 1921 рік - 151 люди, 31 будинки[2].
- 1931 рік - 145 люди, 30 будинки[3].

## Літаратура
- Rabce, wieś, powiat wilejski, gmina Chocieńczyce // Słownik geograficzny Królestwa Polskiego. — Warszawa : Druk «Wieku», 1888. — Т. IX. — S. 341. (пол.)

| Білорусь | Це незавершена стаття з географії Білорусі. Ви можете допомогти проєкту, виправивши або дописавши її. |